# Sitio de Illa
El sitio de Illa fue uno de los episodios de la sublevación de Cataluña.
5.000 soldados españoles, dirigidos por Juan de Garay Otáñez y junto con caballería y 4 piezas de artillería provenientes de Perpiñán, asediaron la ciudad de Illa del 23 al 29 de septiembre de 1640, pero fueron rechazados por los 600 soldados franceses de George Stewart, señor de Aubigny-sur-Nère.